# Caenopedina cubensis
Caenopedina cubensis är en sjöborreart. Caenopedina cubensis ingår i släktet Caenopedina och familjen Pedinidae. Inga underarter finns listade i Catalogue of Life.